# Тоияйнен
Тоияйнен (фин. Toijainen, или Бэкхолмен швед. Toijais) — один из районов города Турку, входящий в территориальный округ Хирвенсало-Какскерта.

## Географическое положение
Район расположен в центральной части острова Хирвенсало, не имея выхода к Архипелаговому морю.

## Население
Является одним из малозаселённых районов Турку. В 2004 году численность населения района составляла 102 человек, из которых дети моложе 15 лет — 25,49 %, а старше 65 лет — 15,69 %. Финским языком в качестве родного владели 87,25 %, шведским — 12,75 % населения района.